# شدرا
شدرا (به عربی: شدرا) یک منطقهٔ مسکونی در لبنان است که در شهرستان عکار واقع شده‌است. شدرا ۶٬۰۹ کیلومتر مربع مساحت و ۳٬۳۰۷ نفر جمعیت دارد و ۵۰۰ متر بالاتر از سطح دریا واقع شده‌است.